# Etnedal
Etnedal er en kommune i Innlandet fylke i Norge.
Den grænser i øst til Nordre Land, i syd til Sør-Aurdal, og mod vest og nord til Nord-Aurdal. Højeste punkt er Spåtind der er 1.415 moh. på grænsen til  til Nordre Land
Kommunen er den østligste i landskabet Valdres og den blev oprettet 1894 ved at Bruflat sogn fra Sør-Aurdal og Nord-Etnedal sogn fra Nord-Aurdal blev slået sammen til den nye Etnedal kommune.

## Geografi
Elven Etna løber fra søen Steinsetfjorden i den vestlige del af kommunen, forbi Bruflat, før den passerer Lunde bro, Høljarast bro og helleristningerne ved Møllerstufossen og løber ud i Randsfjorden. Elven er ikke reguleret.

## Seværdigheder
- Lunde bro, som er gengivet på kommunevåbenet. Den er Nord-Europas længste hvælvede stenbro, og blev bygget i 1829 som en del af den gamle kongevej til Bergen. I 1992 blev en del af denne vej sat i stand og den er nu i brug som natursti og turvej.
- Høljarast bro, krigsmindesmærke.